# 具鳞水柏枝
具鳞水柏枝（学名：Myricaria squamosa）为柽柳科水柏枝属下的一个种。

## 扩展阅读
- 維基物種上的相關：具鳞水柏枝